# Визет
Визет (њем. Wieseth) општина је у њемачкој савезној држави Баварска. Једно је од 58 општинских средишта округа Ансбах. Према процјени из 2010. у општини је живјело 1.423 становника. Посједује регионалну шифру (AGS) 9571223.

## Географски и демографски подаци
Визет се налази у савезној држави Баварска у округу Ансбах. Општина се налази на надморској висини од 443 метра. Површина општине износи 20,6 km². У самом мјесту је, према процјени из 2010. године, живјело 1.423 становника. Просјечна густина становништва износи 69 становника/km².

## Међународна сарадња
| Мјесто      | Држава   | Врста сарадње | Од    |
| ----------- | -------- | ------------- | ----- |
| Лангкампфен | Аустрија | партнерство   | 1978. |
| Извор       |          |               |       |